# Matt Centrowitz
Matt Centrowitz (eigentlich Matthew Centrowitz; * 28. Januar 1955 in New York City) ist ein ehemaliger US-amerikanischer Mittel- und Langstreckenläufer.
Bei den Olympischen Spielen 1976 in Montreal schied er über 1500 m im Vorlauf aus.
1979 siegte er über 5000 m bei den Panamerikanischen Spielen in San Juan und wurde Sechster beim Leichtathletik-Weltcup in Montreal.
Beim Leichtathletik-Weltcup 1981 in Rom wurde er erneut Sechster über 5000 m.
Von 1979 bis 1982 wurde er viermal in Folge US-Meister über 5000 m.
Sein Sohn Matthew Centrowitz ist als Mittelstreckenläufer erfolgreich.

## Persönliche Bestzeiten
- 1500 m: 3:36,70 min, 27. Juni 1976, Eugene
- 1 Meile: 3:54,94 min, 26. Juni 1982, Oslo
- 3000 m: 7:48,2 min, 6. Mai 1978, Eugene
  - Halle: 7:56,6 min, 19. Januar 1980, New York City
- 5000 m: 13:12,91 min, 5. Juni 1982, Eugene (ehemaliger US-Rekord)
  - Halle: 13:33,2 min, 6. Februar 1981, New York City
- 10.000 m: 28:32,7 min, 15. Juli 1983, Eugene